# Gymnobothrus
Gymnobothrus is een geslacht van rechtvleugeligen uit de familie veldsprinkhanen (Acrididae). De wetenschappelijke naam van dit geslacht is voor het eerst geldig gepubliceerd in 1889 door Bolívar.

## Soorten
Het geslacht Gymnobothrus omvat de volgende soorten:
- Gymnobothrus anchietae Bolívar, 1889
- Gymnobothrus bounites Jago, 1970
- Gymnobothrus carinatus Uvarov, 1941
- Gymnobothrus cruciatus Bolívar, 1889
- Gymnobothrus elgonensis Sjöstedt, 1933
- Gymnobothrus ephippinotus Jago, 1966
- Gymnobothrus flaviventris Uvarov, 1953
- Gymnobothrus gracilis Ramme, 1931
- Gymnobothrus inflexus Uvarov, 1934
- Gymnobothrus lineaalba Bolívar, 1889
- Gymnobothrus longicornis Ramme, 1931
- Gymnobothrus madacassus Bruner, 1910
- Gymnobothrus oberthuri Bolívar, 1890
- Gymnobothrus rimulatus Karsch, 1896
- Gymnobothrus roemeri Karny, 1909
- Gymnobothrus scapularis Bolívar, 1889
- Gymnobothrus sellatus Uvarov, 1953
- Gymnobothrus subcarinatus Bolívar, 1922
- Gymnobothrus temporalis Stål, 1876
- Gymnobothrus variabilis Bruner, 1910
- Gymnobothrus variegatus Sjöstedt, 1933